# 5105 Westerhout
5105 Westerhout eller 1986 TM1 är en asteroid i huvudbältet som upptäcktes den 4 oktober 1986 av den amerikanske astronomen Edward L.G. Bowell vid Anderson Mesa Station. Den är uppkallad efter astronomen Gart Westerhout.
Asteroiden har en diameter på ungefär 10 kilometer.